# Красносельская улица (Казань)
Красносельская улица (тат. Красноселски урамы, Krasnoselski uramı) — улица в историческом районе Козья слобода, в Кировском районе Казани.

## География
Расположена в западной части Козьей слободы, внутри квартала, ограниченного улицами Декабристов, Мулланура Вахитова, Яруллина и Комсомольская; начинаясь от Молодёжного центра, заканчивается недалеко от входа в станцию метро «Козья слобода».

## История
Возникла не позднее второй половины XIX века под названием Задняя Козья улица и административно относилась к 6-й части города; в 1914 году постановлением Казанской городской думы улица была переименована в Западную, но фактически это название не использовалось. После переименования нескольких других «Козьих» улиц во второй половине 1920-х годов слово «Задняя» из её названия было отброшено. Современное название было присвоено улице решением Казгорисполкома № 28 от 8 января 1958 года.
Улица с дореволюционных времён имеет преимущественно малоэтажную деревянную застройку, которая частично сносилась в 1970-1980-е годы при постройке здания Молодёжного центра и корпусов Казанского филиала Московского энергетического института, и в 2010-е годы, при постройке здания арбитражного суда Приволжского округа.
В первые годы советской власти административно относилась к 6-й части города; после введения в городе административных районов относилась к Заречному (с 1931 года Пролетарскому, до 1934 года), Ленинскому (1934–1995) и Кировскому (с 1995 года) району.

## Примечательные здания и сооружения
- №20 — Арбитражный суд Приволжского округа.
- №51, корпуса А, Б, В, Г, Д — учебные корпуса Казанского энергетического университета.
- №51, корпус 4 — здание общежития студентов Казанского энергетического университета (2021 год).[14]
- №51а — административное здание; в 1980-е годы здесь располагалось ПО «Татагропромхимия» Госагропромкомитета ТАССР, а также отделы некоторых других предприятий, подчинённых этому комитету.[15]

## Транспорт
Общественный транспорт по улице не ходит; в конце улицы находится станция метро «Козья слобода». Ближайшие остановки общественного транспорта: «Молодёжный центр» (улица Декабристов, автобус), «Энергетический университет/метро „Козья слобода“» (угол улиц Декабристов и Мулланура Вахитова, автобус, троллейбус). Ближайшая трамвайная остановка — «Декабристов» (на проспекте Ямашева).